# El Bouihi
El Bouihi (în arabă البويھي) este o comună din provincia Tlemcen, Algeria.
Populația comunei este de 8.705 locuitori (2008).